# Nakajima Ki-43 Hayabusa
Nakajima Ki-43 Hayabusa (zavezniško kodno ime Oscar) je bilo japonsko lovsko letalo druge svetovne vojne.

## Začetek proizvodnje
Letalo so začeli izdelovati marca 1941 za potrebe japonske kopenske vojske in je kmalo postalo eno najbolj razširjenih letal v japonski vojski. Letalo je bilo izredno okretno, a je bilo v prvih izvedenkah slabo oboroženo in slabo oklepljeno. Prva letala tudi niso imela samotesnilnih rezervoarjev za gorivo.

## Uspehi letala
Letalo je bilo skozi celotno vojno eno glavnih in najbolj priljubljenih letal japonskih pilotov. Večina letalskih asov japonskega imperija je doseglo svoje največje uspehe prav v tem lovcu. Tudi pri zavezniških pilotih je imelo letalo velik ugled zaradi izjemnih letalnih sposobnosti. To je bil tudi razlog, da je bilo to letalo priljubljena izbira pilotov kamikaz.
Do konca vojne je bilo izdelanih okoli 6000 letal različnih generacij.